# Perak Open 2010
Die Perak Open 2010 im Badminton fanden vom 16. bis zum 19. Dezember 2010 in Ipoh statt.

## Sieger und Platzierte
| Disziplin    | Gold                             | Silber                        | Bronze                                           |
| ------------ | -------------------------------- | ----------------------------- | ------------------------------------------------ |
| Herreneinzel | Lee Chong Wei                    | Muhammad Hafiz Hashim         | Arif Abdul Latif                                 |
| Herreneinzel | Lee Chong Wei                    | Muhammad Hafiz Hashim         | Chong Wei Feng                                   |
| Dameneinzel  | Lydia Cheah Li Ya                | Tee Jing Yi                   | Sonia Cheah Su Ya                                |
| Dameneinzel  | Lydia Cheah Li Ya                | Tee Jing Yi                   | Sannatasah Saniru                                |
| Herrendoppel | Fairuzizuan Tazari Ong Soon Hock | Hoon Thien How Tan Boon Heong | Goh V Shem Teo Kok Siang                         |
| Herrendoppel | Fairuzizuan Tazari Ong Soon Hock | Hoon Thien How Tan Boon Heong | Mohd Lutfi Zaim Abdul Khalid Vountus Indra Mawan |
| Damendoppel  | Lim Yin Loo Vivian Hoo Kah Mun   | Chong Sook Chin Goh Liu Ying  | Marylen Ng Poau Leng Woon Khe Wei                |
| Damendoppel  | Lim Yin Loo Vivian Hoo Kah Mun   | Chong Sook Chin Goh Liu Ying  | Chin Eei Hui Lai Pei Jing                        |
| Mixed        | Tan Boon Heong Chin Eei Hui      | Chan Peng Soon Goh Liu Ying   | Tan Wee Kiong Woon Khe Wei                       |
| Mixed        | Tan Boon Heong Chin Eei Hui      | Chan Peng Soon Goh Liu Ying   | Goh V Shem Lim Yin Loo                           |